# Đào Viên
Thành phố Đào Viên (giản thể: 桃园市; phồn thể: 桃園市; bính âm Hán ngữ: Táoyuán Shì; bính âm thông dụng: Táoyuán Shì; Wade–Giles: T'ao-yüan Shi; Bạch Thoại tự: Thô-hn̂g-chhī; chú âm phù hiệu: ㄊㄠˊ ㄩㄢˊ ㄕˋ) là một thành phố của Đài Loan, thành phố này nằm ở tây bắc của đảo Đài Loan, kế bên thành phố Tân Đài Bắc. Khu Đào Viên là trung tâm thành phố.
"Đào Viên" có nghĩa là "vườn đào," do khu vực này từng có nhiều hoa đào. Đào Viên là một khu vực công nghiệp quan trọng của Đài Loan. Sân bay quốc tế Đào Viên Đài Loan nằm ở huyện này.
- Diện tích: 1.220 km²
- Dân số: 1.921.526 người (7/2007)

## Hành chính
Xem: Phân cấp hành chính Trung Hoa Dân quốc
| Tiếng Việt | Chữ Hán | Wade-Giles | Bính âm  | Tiếng Đài Loan (POJ) | tiếng Khách Gia |
| ---------- | ------- | ---------- | -------- | -------------------- | --------------- |
| Bát Đức    | 八德區  | Pa-teh     | Bādé     | Pat-tek              | Pat-tet         |
| Bình Trấn  | 平鎮區  | P'ing-chen | Píngzhèn | Pêng-tìn             | Phìn-tsṳ́n       |
| Dương Mai  | 楊梅區  | Yang-mei   | Yángméi  | Iûⁿ-mûi              | Yông-muì        |
| Đào Viên   | 桃園區  | T'ao-yüan  | Táoyuán  | Thô-hn̂g              | Thò-yèn         |
| Trung Lịch | 中壢區  | Chung-li   | Zhōnglì  | Tiong-le̍k            | Chûng-la̍k       |
| Đại Khê    | 大溪區  | Ta-hsi     | Dàxī     | Tāi-khe              | Thai-hâi        |
| Đại Viên   | 大園區  | Ta-yüan    | Dàyúan   | Toā-hn̂g              | Thai-yèn        |
| Phục Hưng  | 復興區  | Fu-hsing   | Fùxīng   | Hok-heng             | Fu̍k-hîn         |
| Quan Âm    | 觀音區  | Kuan-yin   | Guānyīn  | Koan-im              | Kôn-yîm         |
| Quy Sơn    | 龜山區  | Kuei-shan  | Guīshān  | Ku-soaⁿ              | Kuî-sân         |
| Long Đàm   | 龍潭區  | Lung-t'an  | Lóngtán  | Liông-thâm           | Liùng-thâm      |
| Lô Trúc    | 蘆竹區  | Lu-chu     | Lúzhú    | Lô͘-tek               | Lù-tsuk         |
| Tân Ốc     | 新屋區  | Hsin-wu    | Xīnwū    | Sin-ok               | Sîn-vuk         |